# Gary Sundgren
Gary Sundgren, né le 25 octobre 1967 à Vammala (Finlande), est un footballeur suédois, qui évoluait au poste de défenseur à l'AIK Solna et en équipe de Suède.
Sundgren a marqué un but lors de ses trente-et-une sélections avec l'équipe de Suède entre 1994 et 2002. 

## Palmarès

### En équipe nationale
- 31 sélections et 1 but avec l'équipe de Suède entre 1994 et 2002.

### Avec l'AIK Solna
- Vainqueur du Championnat de Suède de football en 1992.
- Vainqueur de la Coupe de Suède de football en 1996 et 1997.

### Avec le Real Saragosse
- Vainqueur de la Coupe d'Espagne de football en 2001.